# Gian Paolo Dulbecco
Gian Paolo Dulbecco (* 12. September 1941 in La Spezia) ist ein italienischer Maler.

## Leben und Werke
Gian Paolo Dulbecco wurde am 12. September 1941 in La Spezia geboren. In Mailand, wohin die Familie 1958 umzog, lernte er die Technik der Kaltnadelradierung. Nach Beendigung des Studiums am Polytechnikum Mailand (1966) war er beruflich viel unterwegs, vor allem in Europa, und hatte dabei Gelegenheit, viele Museen zu besuchen und sich mit den verschiedenen Aspekten der zeitgenössischen Kunst zu beschäftigen.
Insbesondere in Brüssel lernte er aus eigener Anschauung Werke von Paul Delvaux und René Magritte kennen, aber auch die große flämische Malerei. 1969 hielt er sich in Rom auf, wo er in diversen Kultur- und Künstlerkreisen verkehrte; stark beeindruckt war er von Balthus, dessen Arbeiten er in der Villa Medici sah.
1970 kehrte er nach Mailand zurück, um sich 1975 schließlich in Monza niederzulassen. Dort begann er mit der künstlerischen Bearbeitung von Ideen und Erinnerungen (das Thema der Navi di pietra (Steinschiffe), geht auf eine römische Erinnerung zurück, die Tiberinsel, die in ihrer Form einem Schiff entspricht), stellte aber erst Ende der 1970er Jahre zum ersten Mal aus. In dieser Zeit entstanden die Città ideali (Idealstädte) und die Notturni (Nachtstücke).
Er beschäftigte sich auch mit sakraler Kunst und Anfang der neunziger Jahre interessierte er sich für das Thema Tarot: ein Sujet, mit dem er auch an der Ausstellung Art & Tabac beteiligt war, die unter der künstlerischen Leitung des französischen Kritikers Pierre Restany stand und 1993 bis 1995 durch verschiedene europäische Städte tourte.
In seinen Bildern tauchte nun langsam auch die Maske des Pulcinella auf, die er als Archetyp der Menschheit wählte, undefiniert und undefinierbar gerade wegen ihrer Nüchternheit in Form und Farbe.
Eine Flugreise nach Übersee inspirierte ihn zu dem Thema Nachtstück im Flughafen, da er unter dem Horaz-Titel Cras ingens iterabimus aequor (Morgen erneu’n wir den mächtigen Meerlauf! Horaz, Oden I,7) wiederholt behandelte. 1994 wurde er zur Imaginaria ’94 eingeladen und präsentierte dort das Werk Le ombre della sera (Die Schatten des Abends); ein Jahr später stellte er in Freiburg aus und in Porto. In dieser Zeit entwickelte er das Thema Lotte con l’ombra (Kämpfe mit den Schatten), das die Kritik als eine Art Manierismus des Unbewussten klassifizierte, und Subjekte wie Labirinti (Labyrinthe), und Gabbie misteriose (geheimnisvolle Käfige).
1996 stellte er seine Arbeiten in Rom (Galleria Il Polittico), in London (Gerald Moran Gallery) sowie in den italienischen Kulturinstituten in Lyon, Lissabon und Brüssel aus und schließlich auch in Tokio (Artesse Gallery). 1988 war er erneut in Japan, in Yokohama, zu sehen und 1999 sowie 2001 abermals in Tokio.
Ende der 1990er Jahre begann er, sich mit den Mythos Atlantis zu beschäftigen. Im Jahr 2000 hatte er eine bedeutende Einzelausstellung in der Galleria Paracelso in Bologna; ein Jahr später war er im Permanente Museum in Mailand und in der Galleria Andromeda in Pesaro zu sehen.
2002 organisierte die Soprintendenza ai Beni Culturali di Salerno in der Stadt Ravello unter dem Titel Utopiche alchimie della visione eine Retrospektive, bei der seine Werke der letzten zehn Jahre gezeigt wurden. In diesem Zusammenhang erwarb die Gemeinde Ravello eines seiner Bilder, das von Wagners Parsifal inspiriert ist.
2003 zeigte die in Bologna ansässige Galleria Forni seine Bilder auf der Kunstmesse in Straßburg, und er nahm an einer Gruppenausstellung mit dem Titel Carnevalesca in Cento teil. Ein Jahr später war er auf der MiArt, der Mailänder Kunstmesse, vertreten durch die Galleria Franco Cancelliere aus Messina, auf der er auch in den folgenden Jahren, 2004, 2005 und 2008, Einzelausstellungen hatte; ebenfalls 2004 erwarb die Collezione d’Arte Paolo VI in Brescia sein Gemälde Storie della Natività.
2005 war er erneut in Ravello und beteiligte sich, diesmal gemeinsam mit Emanuele Luzzati, an einer Ausstellung mit dem Titel I luoghi di Pulcinella. Außerdem stellte er in der Galleria Bensi in Mailand aus, mit der er inzwischen regelmäßig zusammenarbeitete. Im folgenden Jahr nahm er an der Ausstellung teil, die von den Mitgliedern der Permanente Kunstverein anlässlich des 120-jährigen Bestehens der Stiftung in Mailand organisiert wurde.
2008 folgte seine Einzelausstellung in der Galerie Zeligman in Laren in den Niederlanden. Noch im selben Jahr begann er eine Zusammenarbeit mit der Galleria Monteleone in Palermo, die dazu führte, dass die Sammlung der Provinz Palermo eines seiner Gemälde erwarb.
2010 stellte er in der Galerie Zabbeni in Genf aus, und unter dem Titel Il vizio di dipingere fand seine erste Einzelschau in Mantua, in der Galleria Arianna Sartori, statt. 2011 nahm er an der Ausstellung Sulle tracce della fantasia im Centro Le Muse in Andria teil; im folgenden Jahr wurde sein Bild La nave di pietra vom Museum für Phantastische Kunst in Gruyères (Schweiz) erworben.
2012 wurde er vom Panorama-Museum eingeladen, einige Arbeiten im Kollektiv Dopo de Chirico zu präsentieren, die der italienischen zeitgenössischen metaphysischen Malerei gewidmet sind.
Es folgte eine Zeit abgeschiedener Arbeiten, in der seine persönlichen Ausstellungen immer seltener wurden, entsprechend dem Streben nach der Unsichtbarkeit und Stille des Werkes im Gegensatz zur aktuellen Spezifizierung der Kunst.
Er ist ein Künstler, der es vorzieht, an kleinen Gemälden zu arbeiten und oft auf den Regeln des goldenen Schnitts aufzubauen.
Von einigen Kritikern wird er mit den Wegen des magischen Realismus verglichen.

## Kunstsammlungen
Einige seiner Gemälde gelangten dauerhaft in italienische und ausländische öffentliche Sammlungen.
- Kunstsammlung der Region Lombardei, Mailand
- Sammlung von Radierungen aus der Stadt Mailand
- Gonzaga Museum, Mantua
- Tarot-Museum, Riola (Bologna)
- Kunstsammlung des Rathauses von Cervia
- Mario Novaro Stiftung, Genua
- Museo Nazionale dei Trasporti, La Spezia
- Kunstsammlung des Rathauses von Pietrasanta
- Kunstsammlung des Rathauses von Ravello
- Kunstsammlungen der Provinz Palermo
- Collezione d’Arte Contemporanea, Vatikanische Museen
- Aoyama The Tower, Tokyo
- Sammlung der Phantastische Kunst, Schloss Greyerz, (Schweiz)
- Städtische Sammlung Bayreuth
- Panorama Museum, Bad Frankenhausen

## Bibliographie
- Allgemeines Künstlerlexikon, de Gruyter GmbH, Berlin
- Catalogho d*Arte Moderna, Mondadori, Milan
- Art & Tabac, Ausstellungskatalog im Tabakmuseum, Wien, 1995
- Archivio Soprintendenza, Galleria Nazionale d’Arte Moderna, Rom
- Archiv Kunsthistorisches Institut in Florenz
- D.Montalto, Il velo della Veronica – Scritti sull'arte moderna e contemporanea, Silvia Editrice, 2006, Cologno M., ISBN 88-88250-41-7
- P. Morselli, F. Gozzi, U. Montanari, Carnevalesca, il travestimento, la festa, catalogo della mostra a Cento, Ed. Siaca, Cento, 2003
- Gian Paolo Dulbecco, La via Crucis per la Chiesa di S.Gemma Galgani in Monza (1983–85), Monza, 2006
- C. Caserta, Pulcinella, viaggio nell’ultimo Novecento – Dulbecco, Lubelli, Luzzati, Mautone, ESI, Napoli, 2006, ISBN 88-495-1256-2
- G.Lindner, R.Fabrizio, Dopo de Chirico. Metaphysische Malerei der Gegenwart in Italien, Panorama Museum, Bad Frankenhausen, 2012, ISBN 978-3-938049-23-5
- C.Caserta, Gian Paolo Dulbecco, antologia della pittura, Edizioni Scientifiche Italiane, Napoli, 2016, ISBN 978-88-495-3028-5
- A.Sartori: Catalogo Sartori d'arte moderna e contemporanea – 2018, Archivio Sartori Editore, Mantova, 2018
- N.Del Buono: The best of the year, 90 Italian highlights, in Architectural Digest/AD n.458, Condé Nast, Milano, novembre 2019